# Dave Hall
David "Dave" Hall (também conhecido como Dave "Jam" Hall) é um produtor musical americano. Ele é famoso por trabalhar com Mary J. Blige em seu primeiro álbum de estúdio What's the 411? (incluindo o sucesso #1 nas paradas de R&B "You Remind Me"),  trabalhando com Madonna, co-escrevendo e co-produzindo várias faixas de seu álbum de 1994 Bedtime Stories, incluindo o single "Human Nature", por trabalhar com o grupo de R&B Brownstone, e por co-escrever e co-produzir dois sucessos de Mariah Carey, "Dreamlover" e "Fantasy". Ele também já produziu para artistas como Usher, Donell Jones, CeCe Peniston, e Joe no início de suas carreiras.
Ele é também um responsável pelos remixes de "Scream" (1995) de Michael e Janet Jackson e "Goldeneye" (1995) de Tina Turner.
Dave Hall foi casado com Wanda Sykes de 1991 até 1998.